# 裴伷先
裴伷先（663年—743年10月14日），字系宗，绛州闻喜（今山西闻喜县）人。
裴伷先出自河东裴氏定著五房之一的洗马裴，是隋朝开府仪同三司、凤州刺史、永清县伯裴伦的曾孙，唐朝凤州刺史、赠秦州都督裴同的孙子，朝散大夫、蓝田县令裴昇的长子。裴伷先十一岁时，荫官太仆寺丞。据其墓志所记，因伯父裴炎之故，补昭文馆学生，授协律郎、通事舍人。
光宅元年（684年），其伯父裴炎被斩，裴伷先被流放到嶺南（南嶺以南）。臨行前，裴伷先上表请见武則天：“陛下为李氏妇，先帝弃天下，遽揽朝政，变易嗣子，疏斥李氏，封崇诸武。臣伯父忠于社稷，反诬以罪，戮及子孙。”武则天大怒，喝令逐出，伷先猶回頭說：“今用臣言，犹未晚！”最後杖之朝堂，流放至瀼州（今广西上思境内）。一年以後從嶺南逃回，被朝廷捕獲，杖一百，流竄北庭（新疆省吉木薩爾縣）都护府，在當地做生意，“货殖五年，致资财数千万”，娶降胡女为妻，嫁妝有黃金、駿馬、牛羊。裴伷先养客数百人，專門打探朝廷事務。
唐睿宗時赦還。唐睿宗求裴炎后，授先太子詹事丞。墓志称詹府主薄，后拜司农丞、赞善大夫，又迁主客郎中，加朝散大夫兼鸿胪少卿。开元七年，授官廣州都督。开元二十九年（741年），为工部尚书。天宝二载（743年），以东都留守封翼城县公。同年病故。据其墓志铭，其官职还有银青光禄大夫、上柱国。
子裴願，左補闕。